# Elke Brendel
Elke Brendel (* 1962 in Frankfurt am Main) ist eine deutsche Philosophin und Professorin für Logik und Grundlagenforschung an der Universität Bonn. Ihre Forschungsschwerpunkte liegen im Bereich der Logik, Sprachphilosophie, Erkenntnistheorie, Argumentationstheorie und Wissenschaftstheorie. Seit 2023 ist sie, gemeinsam mit Markus Schrenk, Präsidentin der Gesellschaft für Analytische Philosophie.

## Leben
Nach ihrem Magisterabschluss in Philosophie an der Johann Wolfgang Goethe-Universität in Frankfurt am Main im Jahre 1987 promovierte sie im Jahre 1991 mit einer logisch-sprachphilosophischen Arbeit über semantische Paradoxien. An der FU Berlin habilitierte sie sich 1998 mit einer Arbeit über den Wahrheits- und Wissensbegriff in der modernen analytischen Sprach- und Erkenntnistheorie. Nach einer Vertretung einer Dozentur für Logik und Wissenschaftstheorie an der Universität Leipzig nahm sie im Jahre 2000 den Ruf auf eine Professur für Philosophie mit dem Schwerpunkt Logik und Wissenschaftstheorie an der Johannes Gutenberg-Universität Mainz an. Zum Wintersemester 2009/10 nahm sie einen Ruf auf eine Professur für Philosophie mit dem Schwerpunkt Logik und Grundlagenforschung an der Rheinischen Friedrich-Wilhelms-Universität Bonn an. Sie folgte auf diesem Lehrstuhl Rainer Stuhlmann-Laeisz. 2024 wurde sie zum Mitglied der Deutschen Akademie der Naturforscher Leopoldina gewählt.